# Poul Emmanuel Richardt
Poul Emmanuel Richardt (født 2. oktober 1866 i Vor Frue Sogn, København, død 23. juni 1938 sammesteds) var cand.theol., sløjdlærer og bygmester. Han var søn af digterpræsten Christian Richardt. Studentereksamen fra Fredericia Latinskole i 1885 og cand.theol. fra Københavns Universitet 1892.
Poul Richardt har aldrig brugt sin teologiske uddannelse til noget, men kastede sig over træhåndværk. Han tog uddannelse som sløjdlærer på Dansk Sløjdlærerskole, virkede som sløjdlærer ved Københavns kommunale skolevæsen og Slomanns Skole nogle få år. Han oprettede »Richardts Sløjdinstitut« i 1896 og blev bygmester med norske træhuse som speciale, hvoraf han byggede omkring 400.
Den private sløjdskole blev videreført af hans anden hustru, Ingeborg Wellmann.
Poul Richardt blev den første sløjdlærer ved den frivillige Sløjdundervisning, der i tilknytning til Larslejstrædes Friskole (den senere Nørrevold Skole) blev installeret i Frue Arbejdshus i en meget lang, lavloftet sal i 2. etage med udsigt til Ørstedsparken over træerne på Nørrevold. Hans hustru, fru Titte Richardt, der også var uddannet som sløjdlærerinde på Dansk Sløjdlærerskole, havde tilladelse til, når han var forhindret, da at overtage hans timer som sløjdlærer i Frue Arbejdshus.
Poul Richardt synes at have været en lidt urolig natur, for hvem sløjlærerens arbejde i længden ikke var helt tilfredsstillende, og dette kom vel også i nogen grad til at påvirke sløjdundervisningen, ligesom han også blev optaget af andre opgaver. Han søgte derfor i begyndelsen af 1902 skoledirektionen om tilladelse til i 2 år »at maatte lade sin Skolegerning besørge af en af ham lønnet Vikar«.
Da skoledirektionen ikke kunne imødekomme denne ansøgning, søgte Richardt sin afsked fra 1. oktober 1902. Han oprettede så en fabrikation af sommerhuse af træ, »Richardts Blokhuse«.
I den sidste tid, Richardt ledede sløjdundervisningen i Frue Arbejdshus, var tilslutningen af elever gået tilbage, så skoledirektionen var inde på tanken om at afslutte forsøget med frivillig sløjd i Frue Arbejdshus med Richardts afgang som sløjdlærer. Det lykkedes dog Larslejstrædes Friskoles inspektør, C.H. Stamm, at redde sløjdundervisningens videreførelse med Jens Thamdrup som ny lærer.
Hans første kone var Emilie Dorthea Baumann (1872-1945), kaldet Titte, der havde sløjdlærereksamen fra Dansk Sløjdlærerskole. Hun boede efterfølgende sammen med Ingrid Jespersen ca. 1925-1938, på hvis skole hun var sløjdlærerinde 1898-1926.
Hans anden kone var skoleforstanderinde Ingeborg Wellmann (f. 1880), gift 22. december 1905, skilt 9. januar 1914. I dette ægteskab var der en søn født 1906. Hun beholdt sløjdskolen.
Hans tredje kone fra 1915 var kunstnerinden Rigmor Schlegel (1885-1949), med hvem han havde to børn, en søn født 1916 og en datter født 1917.
Han boede ved sin død Nansensgade 43, 4. sal. Hans urne er nedsat på Helsingør Kirkegård.